# 阿塞拜疆—英国关系
阿塞拜疆与英国于1992年3月11日建交。阿塞拜疆在伦敦设有大使馆，英国在巴库亦有大使馆。两国皆为欧洲委员会和欧洲安全与合作组织成员。
阿英关系的历史可追溯到1920年1月18日英国派远征队由巴格达到巴库，以保护阿塞拜疆的油田，以免它们陷于德国和奥斯曼帝国手中。该远征队一般称为“邓斯特部队”，由莱昂内尔·邓斯特维尔率领。该部队1918年8月到达巴库。巴库战役后，邓斯特部队于1918年9月撤至波斯。后来该小队回到巴库待到1920年，布尔什维克的进军将他们赶走。这期间，阿塞拜疆民主共和国与大英帝国有着事实上的外交关系，通过第比利斯的英国驻高加索地区高级专员连系。
1994年9月20日，两国签订协定，共同开发阿塞里-奇拉格-古内什里油田群。英国的BP和Ramco公司参与了合作。